# Clínica del Maule
La Clínica del Maule fue un centro de salud emblemático ubicado en Talca, Chile, inaugurado en 1984. Durante muchos años, fue la única clínica privada en la ciudad, representando un pilar importante para la atención sanitaria en la Región del Maule, especialmente para quienes requerían atención médica fuera del sistema público.
A partir de 2019, la clínica comenzó a enfrentar dificultades económicas debido a una crisis financiera y un creciente endeudamiento, acumulando deudas superiores a los 7.000 millones de pesos. Esta situación llevó a la clínica a entrar en un proceso de liquidación y, finalmente, a cerrar sus puertas.
En 2022, la Red Andes Salud adquirió los activos inmobiliarios de la ex Clínica del Maule, con el propósito de revitalizar el espacio y darle un nuevo propósito en la región. Este proyecto inició con la habilitación de un centro médico en una primera etapa, con la intención de convertirlo en una clínica plenamente operativa en el futuro. La inversión total destinada a la renovación de las instalaciones fue cercana a los 13.500 millones de pesos.El plan para la nueva clínica, conocida como Clínica Andes Salud Talca, se materializó en 2024, cuando se colocó la primera piedra en una ceremonia simbólica. La clínica está proyectada para abrir sus puertas en el segundo semestre de 2025 y se espera que sea la más grande de la Región del Maule, con una capacidad de 92 camas adicionales, 18 de ellas en una Unidad de Pacientes Críticos, 6 pabellones quirúrgicos y un moderno Servicio de Urgencias.